# Cap Codera
Cap Codera és un accident geogràfic de la costa del municipi de Brión a l'estat de Miranda, al centre nord de Veneçuela enfront del Mar Carib. Serveix com una barrera geganta que prevé que les aigües marrons que desemboquen dels rius es difonguin cap a l'oest, explicant així el color blau brillant que té el mar a la zona d'El Banquito. Cap al nord es troba un illot rocós anomenat Faralló Centinela. El nom de Codera va ser donat pels colonitzadors espanyols als qui se'ls va assemblar a la forma d'un colze. En les seves aigües es realitzen activitats com la pesca, i el submarinisme.